# C. de Witt Smith
C. de Witt Smith († 19. August 1865 in Rocky Bar, Alturas County, Idaho-Territorium) war Secretary of the Territory im Idaho-Territorium und 1865 kommissarischer Gouverneur des Territoriums. Nach seinem Tod übernahm Horace C. Gilson die Amtsgeschäfte als kommissarischer Gouverneur.